# Acraea alalonga
Telchinia alalonga là một loài bướm ngày thuộc họ Nymphalidae. Nó được tìm thấy ở montane grassland from the Drakensberg và midlands in KwaZulu-Natal, phía bắc into Mpumalanga và Wolkberg ở tỉnh Limpopos.
Sải cánh dài 54–74 mm đối với con đực và 58–74 mm đối với con cái. Con trưởng thành bay từ tháng 11 đến tháng 1 (nhiều nhất vào tháng 12) và từ tháng 3 đến tháng 5 (nhiều nhất vào tháng 4). Có hai lứa trưởng thành một năm.
Ấu trùng ăn Fabaceae species, bao gồm Aeschynomene species.